# Farnham Castle

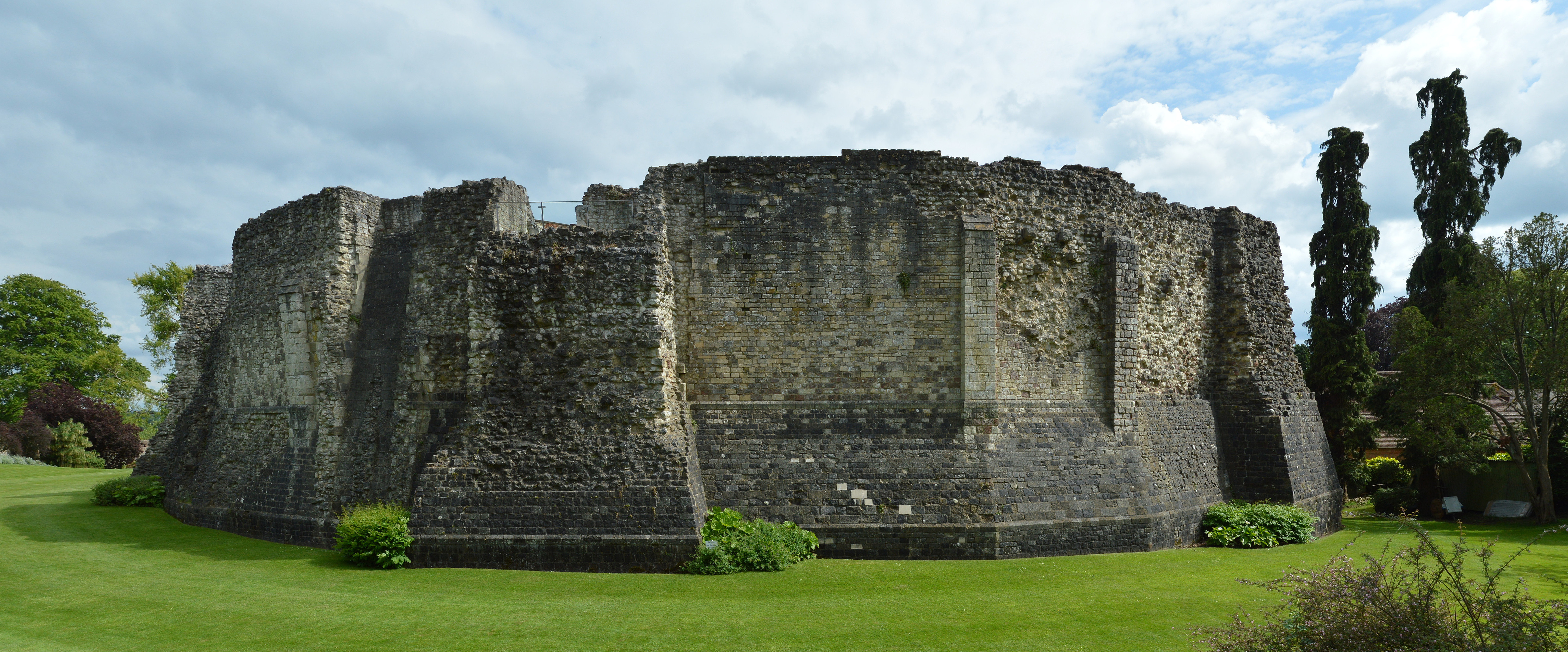
Der Shell-Donjon von Farnham Castle

Farnham Castle ist eine Burg in Farnham in der englischen Grafschaft Surrey.

## Geschichte
Heinrich von Blois, Enkel Wilhelms des Eroberers, und Bischof von Winchester ließen 1138 die Burg errichten. Sie sollte über 800 Jahre lang der Sitz der Bischöfe  von Winchester sein. König Heinrich II. ließ das ursprüngliche Gebäude 1155 nach dem Bürgerkrieg der Anarchie zerstören. Ende des 12. und Anfang des 13. Jahrhunderts wurde die Burg wieder aufgebaut. Anfang des 15. Jahrhunderts residierte dort Kardinal Henry Beaufort, der 1414 dem Gericht in der Verhandlung gegen Johanna von Orleans vorsaß. Aus diesem Grund wurde die Kirche von Farnham dieser heiligen Märtyrerin geweiht. Nach dem englischen Bürgerkrieg 1648 wurde die Burg erneut geschleift. Seither wurden weitere Gebäude auf dem Burggelände errichtet; die beeindruckendsten davon sind die, die Bischof George Morley im 17. Jahrhundert bauen ließ.
Die Architektur der Gebäude spiegelt die wechselnden Baustile über die Jahrhunderte wider, was Farnham Castle zu einem der wichtigsten historischen Gebäude im Süden Englands macht. Es handelt sich um eine beeindruckende Motte, die seit dem 12. Jahrhundert ständig bewohnt war. Der große Mound entstand rund um die massiven Fundamente eines normannischen Turms und wurde dann mit einem Shell-Donjon komplett eingeschlossen, der Strebewerktürme und ein niederes Torhaus besaß. Angeschlossen an den Mound ist eine dreieckige Kernburg mit einer schönen Reihe von Wohngebäuden und einem Eingangsturm in Ziegelbauweise aus dem 15. Jahrhundert. Die ausgezeichnete Kurtine der Vorburg hat Flankierungstürme mit quadratischem Grundriss, ein Torhaus aus dem 13. Jahrhundert und einen großen Burggraben.
Die Burg steht inmitten eines zwei Hektar großen Gartens über der Stadt Farnham.
Im Zweiten Weltkrieg war das Camouflage Development and Training Centre in der Burg untergebracht. Hier wurden Künstler wie Roland Penrose, Stanley William Hayter und Julian Trevelyan sowie der Magier Jasper Maskelyne in der militärischen Tarnung trainiert.
Die letzten mehr als 50 Jahre war Farnham Castle ein interkulturelles Trainings- und Konferenzzentrum. ein führender Anbieter interkulturellen Trainings, von Informationen für Ausgebürgerte vor deren Abreise, intensiven Sprachtrainings in internationaler Geschäftsseminare.

## Führungen

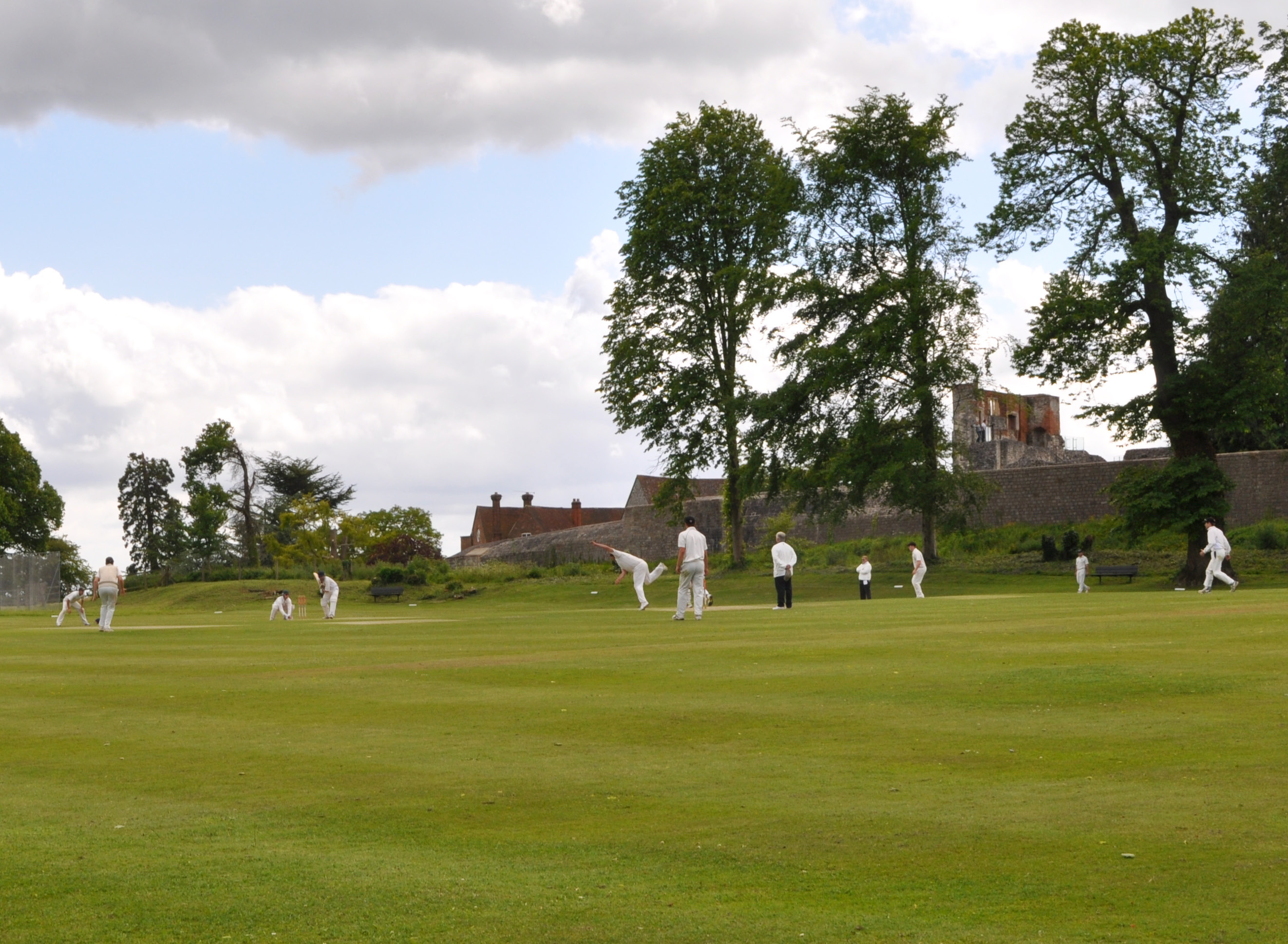
Die Burg von Norden (Juni 2015)

Mithilfe des Heritage Lottery Fund  wurden der Donjon und der Bischofspalast einer vollständigen Restaurierung unterzogen und werden jetzt von Farnham Castle verwaltet. Der Donjon wurde im Juli 2010 wiedereröffnet und dort werden die ausgedehnten Untersuchungen über die Geschichte um die Burg gezeigt, ebenso wie die Ausstellung 900 Years of Living History of Farnham Castle.
Thabo Mbeki, der zweite demokratisch gewählte Präsident der Republik Südafrika (Amtszeit: 1999–2008), heiratete auf der Burg 1974 seine zweite Frau.
English Heritage verwaltet den Donjon. Farnham Castle organisiert die Besichtigung des Donjons. Der Eintritt ist frei. Örtliche Fremdenführer sind für Touren durch den Bischofspalast verfügbar (nur an bestimmten Tagen gegen Gebühr).